# Tengeri-hántás
A Tengeri-hántás Arany János Őszikék-balladái közül egyik kiemelkedő műve. Típusa parasztballada.

## Története
A mű történetét két elbeszélő mondja el az őszi kukoricahántás közben, a ropogó tábortűz körül. A ballada két fiatal, Tuba Ferkó és Dalos Eszter kapcsolatáról szól. A szerelmük hevében a lány nem kívánt teherbe esik a férfitől (akit csak rövid ideje ismert), amit a korban nagyon elítéltek, ezért is viseli meg a lányt nagyon, aki terhének okán öngyilkos lesz. Tuba Ferkó a lelkiismeretfurdalás okozta bánat nyomán szintén öngyilkos lesz. És a mű végén visszatérünk a már lohadó tábortűzhöz.

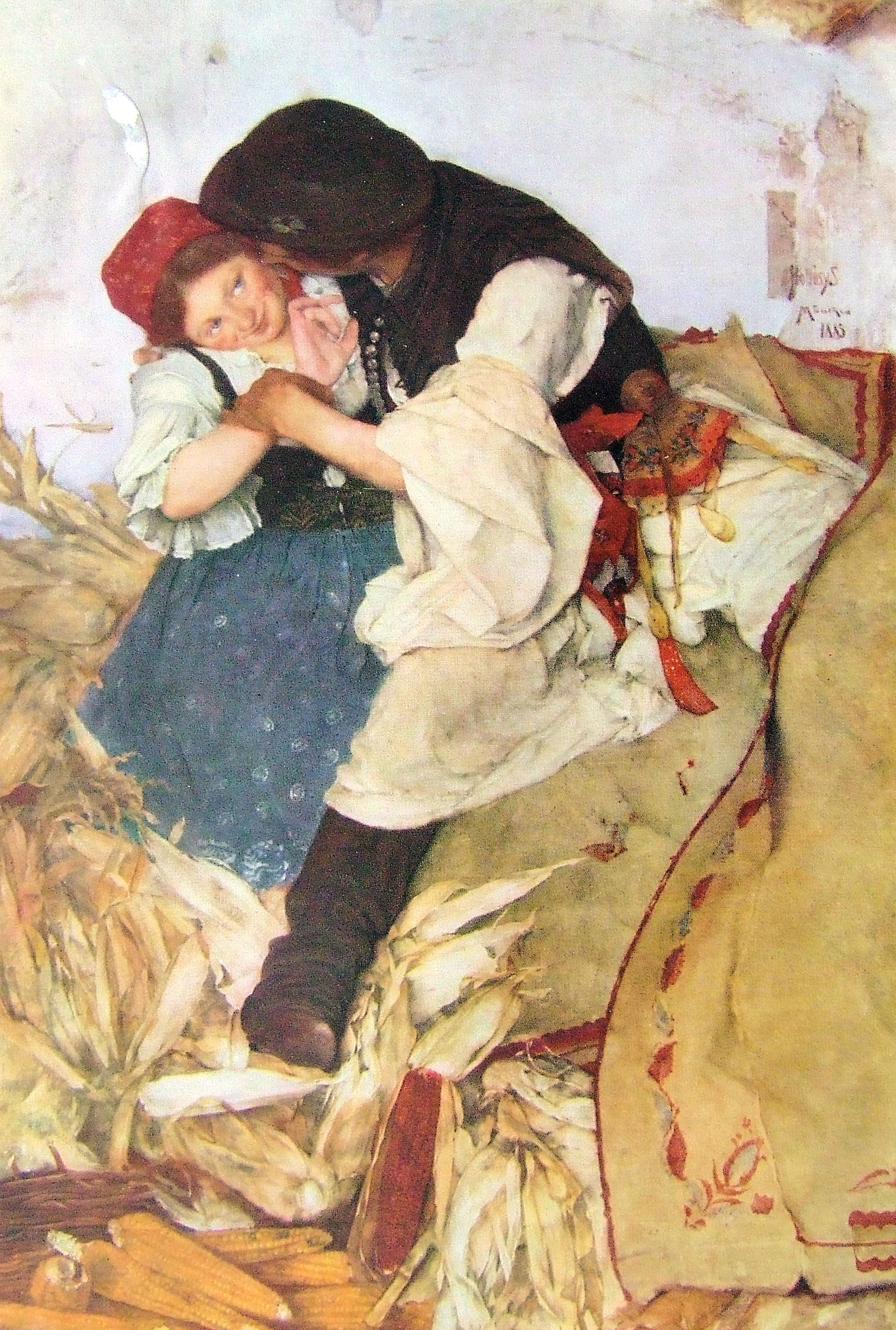
Hollósy Simon: Tengerihántás (1885)

## Szerkezete
A ballada szerkezete egy szálon futó, körkörös: a mű elején a mesélők és társaságuk a ropogó, majd a mű végén már a lohadó tűz körül ülnek.

## Tragédia
A ballada egy tragikus történést beszél el, amelynek fő tárgya Dalos Eszternek, illetve Tuba Ferkónak öngyilkossága. Ezenkívül a szerelmi bánatot mutatja be. Dalos Eszter halálát követően pedig Tuba Ferkó őrlődéseit olvashatjuk.

## Lélekábrázolás
Tuba Ferkó bűntudata, melyet szerelme teherbeejtése miatt érez, aki ennek hatására öngyilkos lett. Tuba Ferkó gyötrelmei végül őt is öngyilkosságba kergetik.

## Párbeszéd a mű során
Kisebb párbeszédre csupán a tűz körül ülők között kerül sor, ezenkívül csupán az elbeszélők szólnak ki a történet során, illetve a végén a tanulság kerül bemutatásra általuk.

## A történet szaggatottsága
A történet szaggatottságát a történet és a tűz állapotának váltakozásában ismerhetjük fel.

## Homály és a megjelenő motívumok
Az elbeszélés során semmilyen egyéb részletet nem tudunk meg, a terhesség tényét is a sorok közül olvashatjuk csak ki. Az öngyilkosságokat is csak finom utalások során tudjuk meg.
A mű motívuma a tűz, mely a szerelmesek érzelmeivel áll szoros párhuzamban.